# Christine Gossé
Christine Gossé (née le 26 octobre 1964 à Offenbourg) est une rameuse d'aviron française, médaillée olympique, deux fois championne du monde et neuf fois championne de France.

## Biographie
Christine Gossé possède une formation d'institutrice. Elle a pris sa retraite sportive en 1996, puis est devenue entraîneuse nationale et directrice de l'équipe de France d'Aviron. Elle a depuis sélectionné des équipages pour les JO de 2004 (Athènes), 2008 (Pékin), 2012 (Londres) et 2016 (Rio).

## Palmarès

### Aviron aux Jeux olympiques
- Médaille de bronze en deux de pointe sans barreur à Atlanta (1996) avec sa coéquipière Hélène Cortin.
- 4e en deux de pointe sans barreur à Barcelone (1992)
- 10e en quatre de couple à Séoul (1988)
- 5e en quatre de couple avec barreuse à Los Angeles (1984)

### Championnats du monde d'aviron
- Médaille d'or en deux de pointe sans barreur aux Championnats du monde d'aviron 1993 à Račice
- Médaille d'or en deux de pointe sans barreur aux Championnats du monde d'aviron 1994 à Indianapolis
- Médaille de bronze en deux de pointe sans barreur aux Championnats du monde d'aviron 1995 à Tampere
- 4e en deux de pointe sans barreur aux Championnats du monde d'aviron 1991 à Vienne
- 5e en quatre de couple aux Championnats du monde d'aviron 1986 à Nottingham
- 8e en quatre de couple aux Championnats du monde d'aviron 1985 à Willebroek

### Championnats de France d'aviron
- 1985 à Vichy :  médaille de bronze en skiff.
- 1986 au Creusot :  médaille d'or en deux de couple.
- 1987 à Mantes-la-Jolie :  médaille de bronze en skiff.
- 1989 à Mantes-la-Jolie :  médaille d'argent en quatre de pointe sans barreur.
- 1990 à Mantes-la-Jolie :  médaille d'or en quatre de pointe sans barreur.
- 1990 à Cazaubon :  médaille d'or en deux de pointe sans barreur.
- 1991 à Cazaubon :  médaille d'or en deux de pointe sans barreur.
- 1991 à Tours :  médaille de bronze en deux de pointe sans barreur.
- 1992 à Cazaubon :  médaille d'argent en deux de pointe sans barreur.
- 1992 à Vaires-sur-Marne :  médaille de bronze en deux de pointe sans barreur.
- 1993 à Vichy :  médaille d'or en quatre de pointe sans barreur.
- 1993 à Cazaubon :  médaille d'or en deux de pointe sans barreur.
- 1994 à Aiguebelette-le-Lac :  médaille d'argent en quatre de pointe sans barreur.
- 1994 à Cazaubon :  médaille d'or en deux de pointe sans barreur.
- 1995 à Cazaubon :  médaille d'or en deux de pointe sans barreur.
- 1996 à Cazaubon :  médaille d'or en deux de pointe sans barreur.

## Distinctions
- Chevalière de l'ordre national du Mérite
- Médaille de la jeunesse, des sports et de l'engagement associatif, or